# Grotte des Chèvres
La grotte des Chèvres (en italien : Grotta delle Capre) est une grotte située dans la commune de San Felice Circeo, dans le Latium en Italie.

## Localisation
La grotte est située à quelques mètres au-dessus du niveau de la mer, le long de la côte, sur le versant sud du mont Circé, dans la commune de San Felice Circeo. Elle est accessible par terre ou par mer.

## Description
La grotte fait environ 35 mètres de large et entre 15 et 20 mètres de hauteur au centre de la voûte. La cavité est riche en tunnels et chambres secondaires, dont la plus importante commence à l'extrémité de la grotte et s'enfonce profondément dans la montagne.
Elle tire probablement son nom du fait que, dans le passé, elle était utilisée par les bergers comme abri pour leurs troupeaux de chèvres.

## Galerie d'images

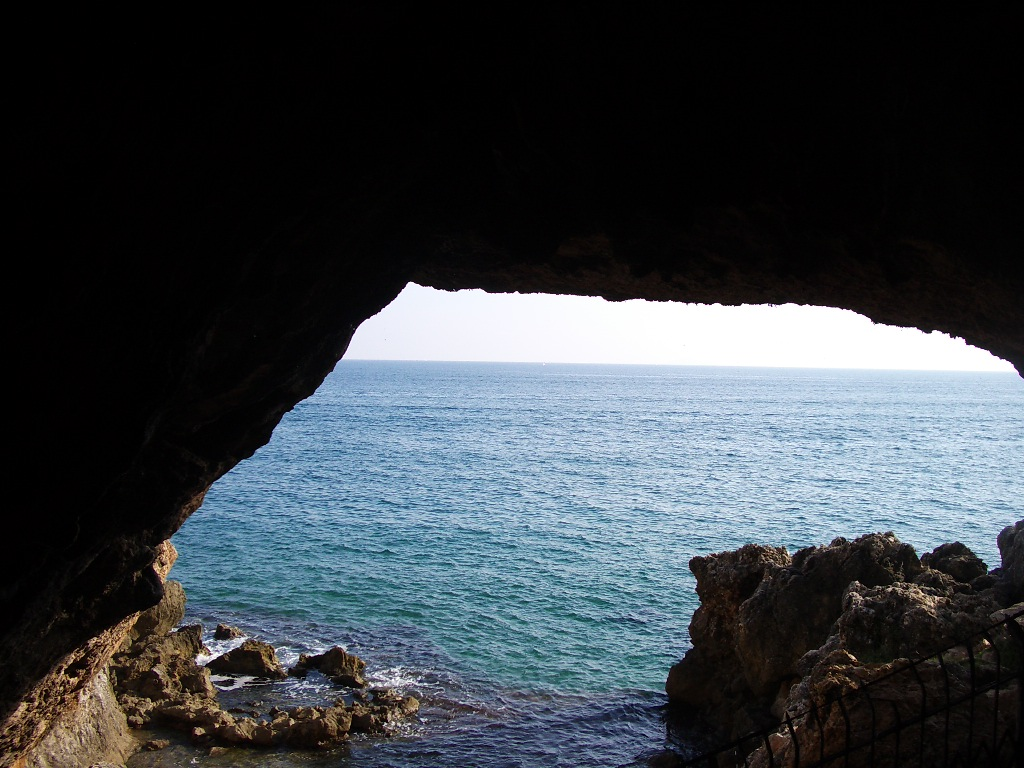
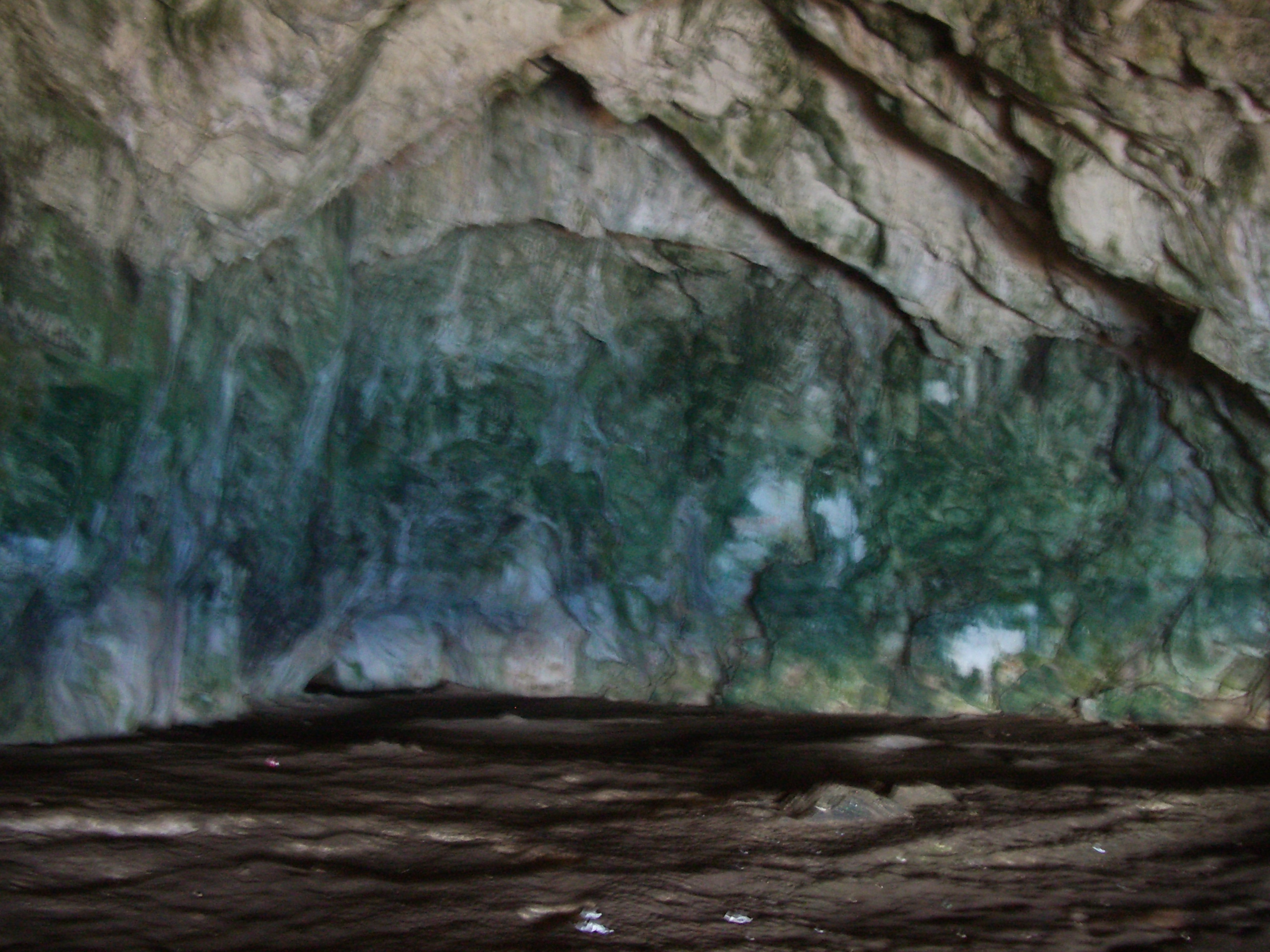
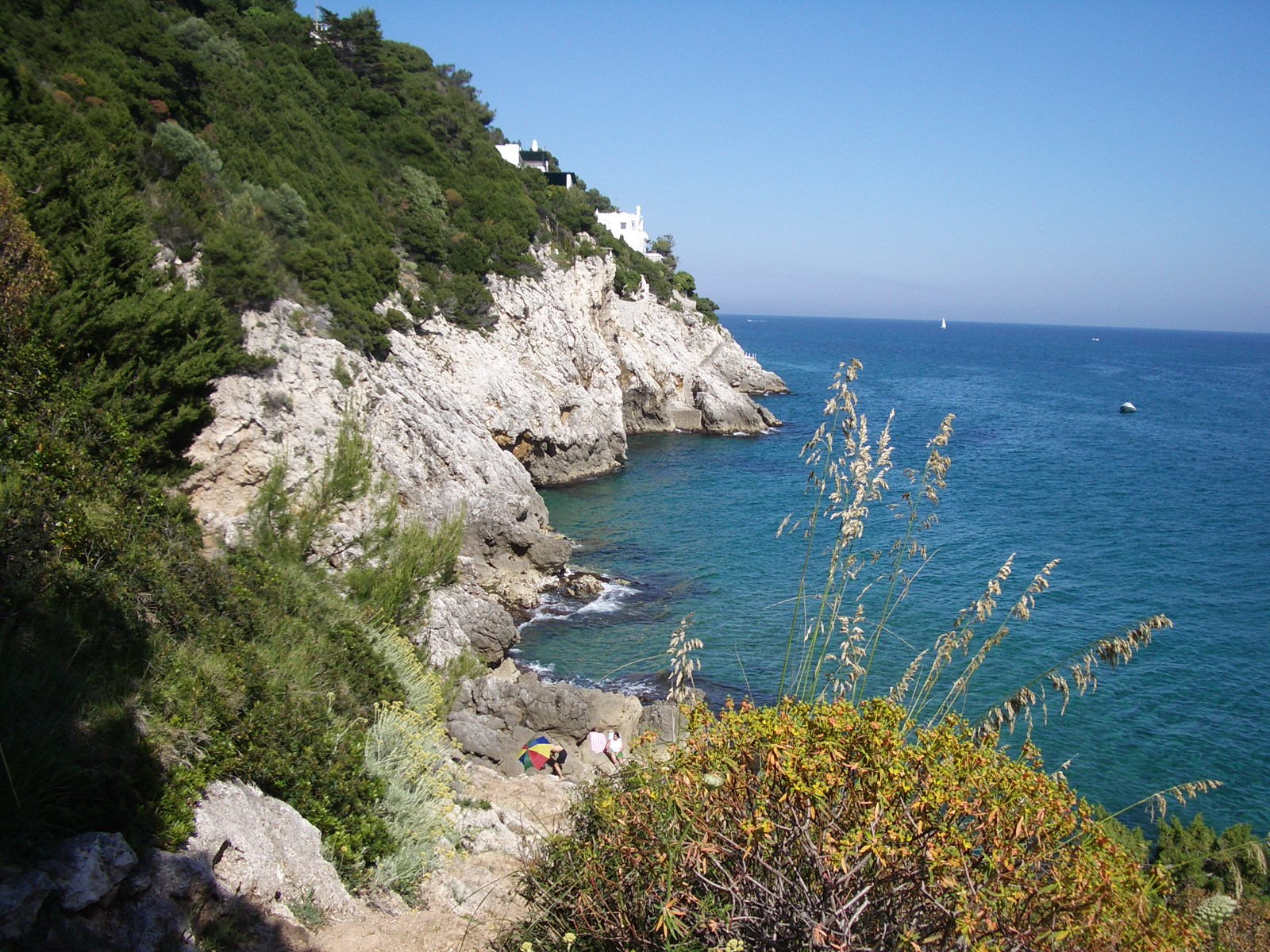